# Campeonato Piauiense de Futebol Feminino
O Campeonato Piauiense Feminino é a principal competição futebolística da modalidade feminina do estado do Piauí organizado pela Federação de Futebol do Piauí (FFP).
Desde sua inauguração em 2012, o torneio tem sido disputado em um formato híbrido, incluindo etapas de grupos e jogos eliminatórios. Entretanto, o regulamento foi sujeito a modificações ao longo dos anos, devido às variações no número de datas e de participantes.
O Tiradentes é clube com o maior número de conquistas neste torneio, totalizando sete títulos. Por sua vez, o Atlético Piauiense é o atual campeão da competição.

## História
O Campeonato Piauiense de Futebol Feminino foi estabelecido em 2012, organizada pela Federação de Futebol do Piauí (FFP), mas sua origem remonta a iniciativas anteriores.
Em 2011, a FFP anunciou a criação de uma competição estadual feminina com previsão de início para abril daquele ano. No entanto, a edição acabou suspensa e não foi realizada. Em julho, cogitou-se a realização de um torneio seletivo de tiro curto para a Copa do Brasil de Futebol Feminino, mas, novamente, foi cancelada. Antes disso, os representantes do estado na Copa do Brasil eram os vencedores da tradicional Copa Batom, competição organizada pela Prefeitura de Teresina que servia como o principal campeonato feminino do Piauí até então.
A primeira edição efetiva aconteceu em 2012, e contou com a participação de três equipes. O Tiradentes sagrou-se campeão inaugural. Em 2013, passou a ser chamada de Copa Piauí de Futebol Feminino, nome oficial que perduraria até 2018. O título ficou com o Picos, que se destacou nacionalmente no ano seguinte ao alcançar as semifinais da Copa do Brasil, permanecendo como a melhor campanha de uma equipe piauiense na competição. Ainda em 2014, o clube passou a se chamar Abelhas Rainhas e conquistou novamente o título. O Tiradentes venceu sua segunda taça em 2015. A edição de 2016, no entanto, foi cancelada.
Entre 2017 e 2018, o Tiradentes voltou a dominar o cenário, conquistando o bicampeonato nesse biênio. Em 2019, a competição passou por uma mudança de nomenclatura, deixando de ser denominada Copa Piauí e adotando oficialmente o título de Campeonato Piauiense. A equipe do Tiradentes conquistou também essa primeira edição sob o novo nome, alcançando seu quinto título.
A edição de 2020 foi cancelada devido à pandemia de COVID-19. O campeonato retornou em 2021, com a conquista do inédito título pelo Teresina Atlético Clube. Nos dois anos seguintes, 2022 e 2023, o Tiradentes voltou a erguer a taça. Em 2024, o Atlético Piauiense debutou no certame e conquistou o título invictamente.

## Campeões

### Títulos por clube
| Clube              | Título | Vice | 3.º lugar | 4.º lugar |
| ------------------ | ------ | ---- | --------- | --------- |
| Tiradentes         | 7      | 1    | 3         | —         |
| Abelhas Rainhas    | 2      | 3    | 5         | —         |
| Teresina           | 1      | 2    | —         | 2         |
| Atlético Piauiense | 1      | —    | —         | —         |
| São Paulo          | —      | 2    | 1         | 1         |
| Flamengo           | —      | 1    | —         | 1         |
| Piauí              | —      | 1    | —         | —         |
| River              | —      | 1    | —         | —         |
| Skill Red          | —      | —    | 1         | 4         |
| Fluminense         | —      | —    | 1         | 1         |
| Liga Sanjoanense   | —      | —    | —         | 1         |

### Títulos por cidade
| Cidade            | Título | Vice | 3.º lugar | 4.º lugar |
| ----------------- | ------ | ---- | --------- | --------- |
| Teresina          | 9      | 8    | 6         | 9         |
| Picos             | 2      | 3    | 5         | —         |
| São João do Piauí | —      | —    | —         | 1         |

## Categoria sub-17
O Campeonato Piauiense de Futebol Feminino Sub-17 foi estabelecido visando fomentar o desenvolvimento do futebol feminino entre atletas jovens no estado. A única edição realizada ocorreu em 2019. A competição contou com a participação de quinze equipes. O torneio teve como campeão o Tiradentes, que venceu o Boca Juniors na final após empate por 1 a 1 no tempo normal e vitória nos pênaltis por 4 a 3.
Apesar da boa adesão e da realização bem-sucedida da edição inaugural, as edições seguintes, embora previstas no calendário oficial da FFP, não foram concretizadas, permanecendo somente no planejamento da entidade.